# 高鰭魮脂鯉
高鰭魮脂鯉，為輻鰭魚綱脂鯉目脂鯉科的其中一個種。

## 分布
本魚分布於南美洲巴西、祕魯、哥倫比亞的亞馬遜河上游地區。

## 特徵
本魚體側高深，體色常為銀紅色。有一個顯著的特徵，是在背鰭下方的體側上有一塊粉紅色斑塊。雄魚有鐮刀狀的大背鰭，雌魚的背鰭則短而圓。雄魚和雌魚都有長基部臀鰭，但是雄魚臀鰭微凹。體長約6公分。

## 生態
本魚棲息在溪流和湖泊中，喜群游，性情溫和，屬雜食性，以蠕蟲、甲殼動物與植物等為食。

## 經濟利用
為觀賞性魚類，喜歡較大的空間，受驚嚇時會到處亂竄，不易繁殖。